# Mikael Johansson (ishockeyspelare född 1985)
Mikael Johansson, född 27 juni 1985 i Arvika, är en svensk före detta ishockeyspelare. Han har spelat i Lada Toljatti, Färjestad BK, Rapperswil-Jona Lakers, Leksands IF, Skåre BK, Hamilton Bulldogs, Brynäs IF, HIFK, HC Davos, SCL Tigers och BIK Karlskoga. Hans moderklubb är Arvika HC.

## Karriär
Johansson föddes och växte upp i Arvika, Värmland. Han började spela ishockey i Arvika HC och var redan tidigt ordinarie spelare i klubbens A-lag som då spelade i division 1. År 2000 blev han mästare i TV-pucken med Värmland. Säsongen 2002/2003 gjorde han 41 poäng på 30 spelade matcher för Arvika. Samma år draftades han av Detroit Red Wings. Påföljande säsong gick han över till Skåre BK. Efter en säsong i Skåre värvades han till BIK Karlskoga i HockeyAllsvenskan. Under säsongen 2005/2006 spelade han 46 matcher samt 18 matcher i slutspelet för Färjestad BK i SHL och var med och vann sitt första SM-guld. Säsongen 2008/2009 vann han sitt andra SM-guld med Färjestad.
Han skrev inför säsongen 2009-10 på för NHL-laget Montreal Canadiens. Men efter att han ådrog sig en kraftig ljumskskada och en misslyckad sejour i dennes farmarlag Hamilton Bulldogs, så återvände han till Färjestad i mitten av säsongen 09/10 och skrev inför säsongen 2010/11 på ett treårskontrakt med klubben. Efter säsongen 2012/2013 fick han inte ett förnyat kontraktsförslag av Färjestad, utan värvades istället till Leksands IF. Han spelade endast en säsong i klubben och noterades för 39 poäng (varav 9 mål) på 55 spelade matcher.
Inför säsongen 2014/2015 gick han över till Rapperswil-Jona Lakers i NLA. Han svarade för 39 poäng på 40 spelade matcher och valde att lämna klubben då Rapperswil misslyckades att kvala sig kvar i den schweiziska högstaligan.
22 april 2015 blev det officiellt att Johansson skrivit på ett ettårskontrakt med SHL-klubben Färjestad BK. Johansson lämnade Färjestad efter en säsong för spel i den ryska KHL-klubben Lada Toljatti. I september 2017 bytte han klubb till Brynäs IF. Han tvingades lämna Brynäs efter endast 13 spelade matcher. Han skrev på för HC Davos i den schweiziska högstaligan. 

## Meriter
- SM-guld säsongen 2005/06, 2008/09 samt 2010/11 med Färjestad BK.
- Mästare i TV-pucken år 2000 med Värmland.
- Draftad av Detroit Red Wings